# 那木巴尔·恩赫巴亚尔
那木巴尔·恩赫巴亚尔（1958年6月1日—），生于乌兰巴托，蒙古国政治人物，蒙古人民革命党前总书记和主席，曾任蒙古总统、蒙古总理、国家大呼拉尔（国会）主席。

## 生平
1958年6月，那木巴尔·恩赫巴亚尔生于乌兰巴托市。1980年自苏联莫斯科高尔基文学院毕业。1985年到1986年，留学英国利兹大学。
1980年到1990年，他在蒙古作家协会历任翻译、编辑、执行秘书。1990年到1992年，担任蒙古政府文化艺术发展委员会第一副主席。1992年8月到1996年，担任蒙古国文化部部长。1992年到2004年，担任国家大呼拉尔委员。

1996年7月，恩赫巴亚尔出任蒙古人民革命党总书记。1997年6月到2005年，担任蒙古人民革命党主席。2000年7月到2004年6月，担任蒙古国总理。2004年8月到2005年，担任国家大呼拉尔主席。
2005年5月，当选为蒙古国总统，同年6月24日就任，任至2009年6月23日。
2009年5月24日，他在大选中失败，成为第一位未能连任的蒙古国总统。

在担任总统期间，恩赫巴亚尔致力于把蒙古从原社会主义国家转变为自由民主主义国家。美国曾经在其任内向蒙古国提供2亿8500万美元的援助。

2010年，蒙古人民革命党恢复原党名蒙古人民党。该党前主席恩赫巴亚尔在2011年另起炉灶，注册成立了新的“蒙古人民革命党”，而且当选该党主席。

2012年4月13日，因涉嫌腐败问题，恩赫巴亚尔在乌兰巴托被警方逮捕。他面对包括挪用原本献给佛寺的赠与，及非法将一家酒店私有化等多项贪污指控。2012年8月2日，贪污罪名成立，恩赫巴亚尔被判处有期徒刑4年，并处没收部分财产。恩赫巴亚尔对该判决不服，最终上诉到蒙古最高法院。2012年12月7日，蒙古最高法院终审判决，判处恩赫巴亚尔有期徒刑2年6个月。

在关押期间，恩赫巴亚尔大部分时间都住在供政府高级官员医疗用的第二综合医院。
2013年8月，恩赫巴亚尔因健康原因获得赦免。此后，恩赫巴亚尔主要逗留韩国，治病并对外活动。
2014年，恩赫巴亚尔和家属获得了韩国国籍。他是第一位逃往韩国的外国前任国家元首。

在2017年蒙古国总统选举，本来蒙古人民革命党在2017年5月5日推选恩赫巴亚尔为总统候选人。但蒙古国最高法院在申请截止前2天突然宣布拒绝恩赫巴亚尔参选，蒙古人民革命党紧急闭门协商，赶在申请截止前数小时提出赛音呼·钢巴特尔作为替代者参选。

恩赫巴亚尔会英语、俄语，曾经翻译过蒙古传统史诗、英国狄更斯等西方作家的作品。恩赫巴亚尔已婚，夫人是朝勒蒙，有子女4人。